# ديني هوشكينغ
ديني هوشكينغ (بالإنجليزية: Denny Hocking)‏ هو لاعب كرة قاعدة أمريكي، ولد في 2 أبريل 1970 في توررانسي في الولايات المتحدة.

## وصلات خارجية
- ديني هوشكينغ على موقعبيزبول رفرنس.كوم (الدوري الرئيسي) (الإنجليزية)
- ديني هوشكينغ على موقعبيزبول رفرنس.كوم (الدوري الثانوي) (الإنجليزية)
- ديني هوشكينغ على موقع مشجعي الرسوم البيانية (الإنجليزية)